# Xanthochroa testacea
Xanthochroa testacea är en skalbaggsart som beskrevs av Horn 1896. Xanthochroa testacea ingår i släktet Xanthochroa och familjen blombaggar. Inga underarter finns listade i Catalogue of Life.